# Port lotniczy Kyzył
Port lotniczy Kyzył (IATA: KYZ, ICAO: UNKY) – port lotniczy położony w Kyzył, w Tuwie, w Rosji. 

## Linie lotnicze i połączenia
| Linia lotnicza | Kierunek                   |
| -------------- | -------------------------- |
| IrAero         | 1. Moskwa-Domodiedowo      |
| KrasAvia       | 1. Krasnojarsk 2. Ułan-Ude |
| S7 Airlines    | 1. Nowosybirsk             |